# 圓覺寺 (那霸市)
圓覺寺（琉球語：〔〕／  ?）是日本沖繩縣那霸市首里城北面的一個已不存在的臨濟宗寺院。
圓覺寺建於1494年（明朝弘治7年），由琉球第二尚氏王朝尚真王模仿鎌倉的圓覺寺建立。在第二尚氏王朝國王的支持下，圓覺寺曾一度十分繁榮，被琉球人稱作「大寺院」（琉球語：／ ）。寺前的圓鑑池是當年琉球國王招待並宴請中國冊封使的地方，在琉球歷史上佔有極為重要的一席之地。
1879年，琉球為日本所滅。1933年（日本昭和8年），圓覺寺佛殿、三門、方丈等殿被日本列為國寶。沖繩島戰役中圓覺寺被毀，僅存放生橋。戰後，總門被復原，其他地方現在則為沖繩縣立藝術大學的一部分。

## 歷史年表
弘治五年壬子（1492年），尚真王命輔臣創建圓覺寺及荒神堂，費時三年而成，並延請老僧芥隱承琥為開山住持。
弘治七年甲寅（1494年），尚真王命輔臣構宗廟於圓覺寺方丈右側，謂之御照堂。
弘治九年丙辰（1496年），尚真王命輔臣新鑄巨鐘，建其樓於圓覚寺而懸鐘焉。
弘治十一年戊午（1498年），尚真王命長史梁能、通事陳義，於圓覺寺山門外督造石欄及橋。

## 昔日的圓覺寺

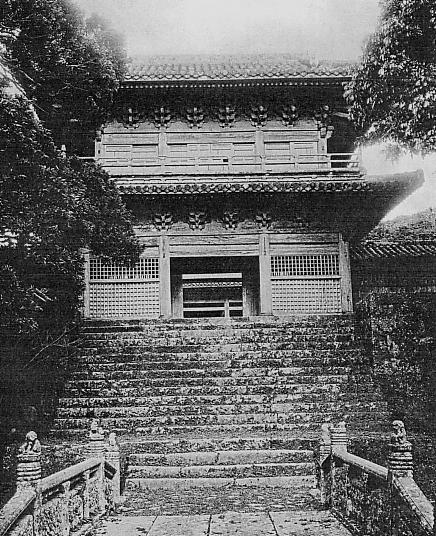
山門
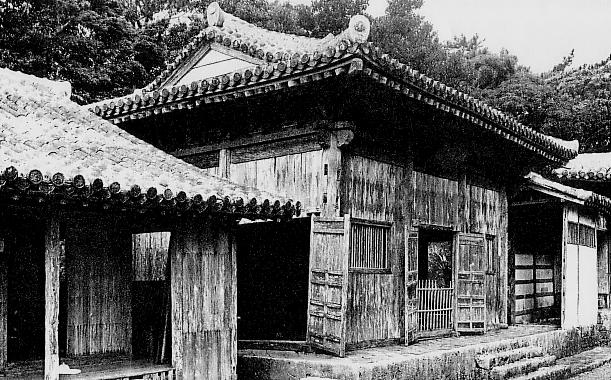
獅子窟
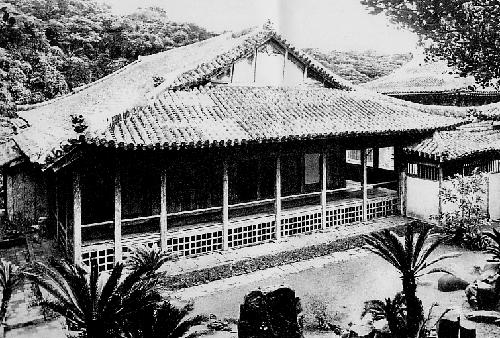
龍淵殿
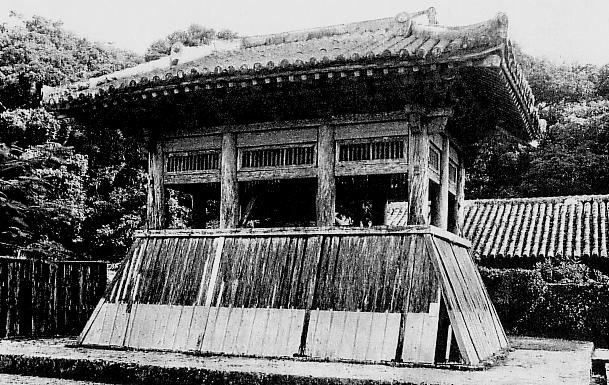
鐘樓

## 外部連結
- （日語）http://www.kagemarukun.fromc.jp/page108b.html （页面存档备份，存于）
- （日語）https://kunishitei.bunka.go.jp/heritage/detail/401/3026 （页面存档备份，存于）

26°13′6″N 127°43′10″E / 26.21833°N 127.71944°E